# Hetten FC
Hetten FC (em árabe: نادي حطين) é um clube de futebol profissional da Arábia Saudita com sede em Samtah. Foi fundado em 1976 e inicialmente chamado de Hottain Samtah. Hetten é bem conhecido na Arábia Saudita por uma das melhores bases por revelar vários jovens jogadores talentosos.

## Time atual
A partir da Segunda Divisão Saudita :